# Bernard Dacorogna

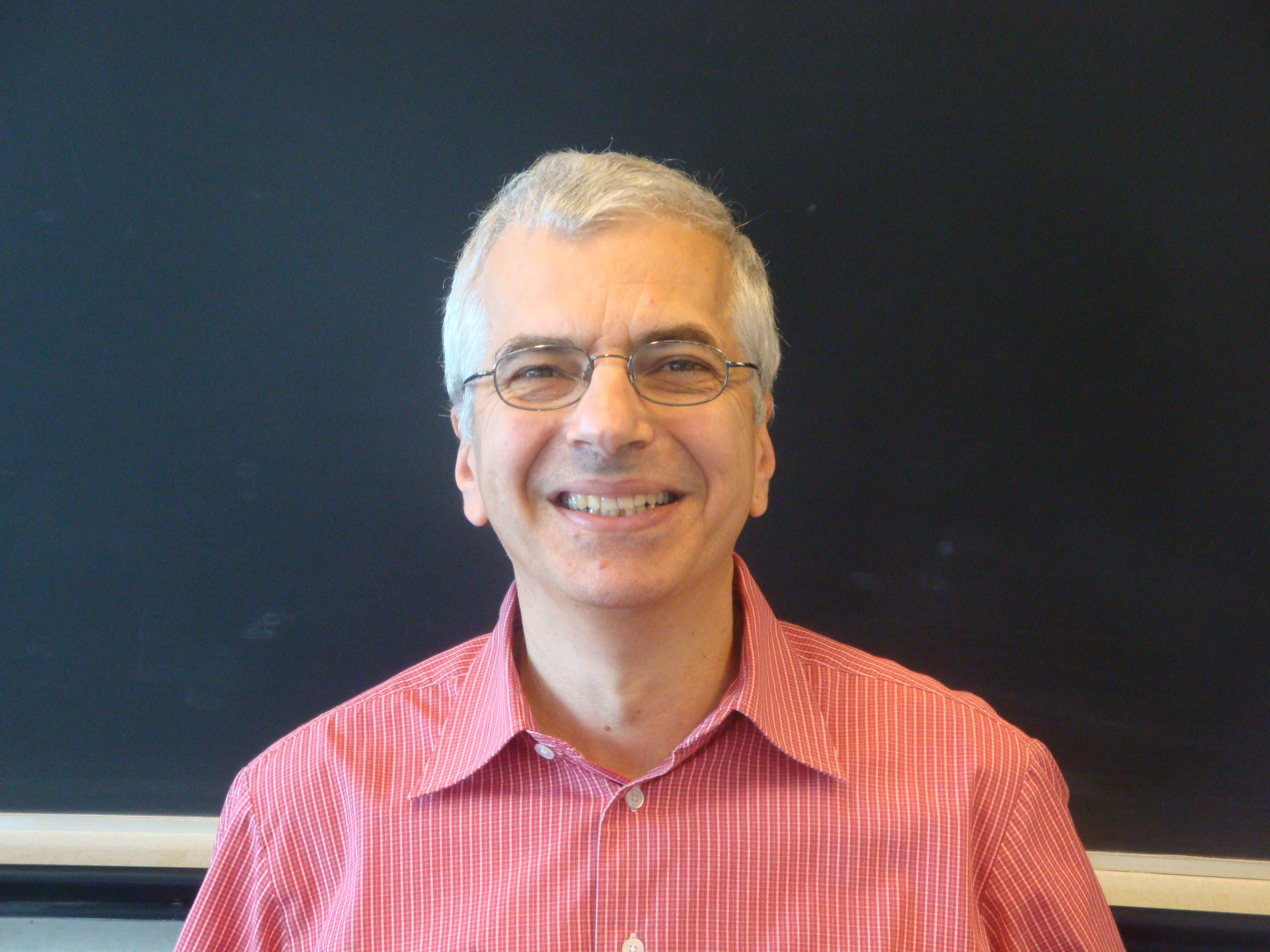
Bernard Dacorogna, 2012

Bernard Dacorogna (* 15. Oktober 1953 in Alexandria, Ägypten) ist ein Schweizer Mathematiker und Professor an der École polytechnique fédérale de Lausanne (EPFL) in der Schweiz. Er ist Experte für Variationsrechnung und partielle Differentialgleichungen.

## Leben
Dacorogna machte einen Abschluss in Mathematik an der Universität Genf und anschließend ein Master-Studium an der University of Aberdeen in Schottland. 1980 machte er seinen Ph.D. an der Heriot-Watt University in Edinburgh unter der Leitung von John M. Ball über das Thema Calculus of variations and optimal control.
Danach wechselte er für ein Jahr an die Brown University in den Vereinigten Staaten, bevor er 1981 an die EPFL wechselte. 2003 wurde er ordentlicher Professor für Mathematik an der EPFL.

## Publikationen (Auswahl)
- mit Roger Arditi: "Optimal foraging on arbitrary food distributions and the definition of habitat patches." The American Naturalist 131, no. 6 (1988): 837–846.
- mit Jürgen Moser: "On a partial differential equation involving the Jacobian determinant." In Annales de l'Institut Henri Poincaré C, Analyse non linéaire, vol. 7, no. 1, pp. 1–26. No longer published by Elsevier, 1990.
- mit Paolo Marcellini: "General existence theorems for Hamilton-Jacobi equations in the scalar and vectorial cases." (1997): 1–37.
- mit V. Bögelein, F. Duzaar, P. Marcellini und C. Scheven: Integral convexity and parabolic systems. In SIAM Journal of Mathematical Analysis 52 (2020), 1489–1525
- mit W. Gangbo: Quasiconvexity and Relaxation in Optimal Transportation of Closed Differential Forms. Arch Rational Mech Anal 234, 317–349 (2019). https://doi.org/10.1007/s00205-019-01390-9
- S. Bandyopadhyay, B. Dacorogna, V. Matveev und M. Troyanov: On the equation [(Du)^t] H Du = G. In: Nonlinear Analysis. Band 214, Nr. 112554, 2022, doi:10.1016/j.na.2021.112554.
- S. Bandyopadhyay, B. Dacorogna und D. Strütt: On the equation A nabla u (nabla u)^t A = G. In: Nonlinear Analysis. Band 196, Nr. 111787, 2020.

### Bücher
- Weak Continuity and Weak Lower Semicontinuity of Non-Linear Functionals (1982). Lecture Notes in Mathematics, vol 922. Springer, Berlin, Heidelberg. https://doi.org/10.1007/BFb0096145
- mit P. Marcellini: Implicit Partial Differential Equations (1999). Progress in Nonlinear Differential Equations and Their Applications, vol 37. Birkhäuser, Boston, MA. https://doi.org/10.1007/978-1-4612-1562-2_2
- Direct Methods in the Calculus of Variations (2008) Applied Mathematical Sciences, vol 78. Springer, New York, NY. https://doi.org/10.1007/978-0-387-55249-1
- Introduction to the Calculus of Variations. World Scientific Publishing Company. https://doi.org/10.1142/p967
- mit G. Csató und O. Kneuss: The Pullback Equation for Differential Forms (2012). Progress in Nonlinear Differential Equations and Their Applications, vol 83. Birkhäuser Boston. https://doi.org/10.1007/978-0-8176-8313-9
- Mathematical Analysis for Engineers (2012). Imperial College Press, ISBN 978-1-84816-912-8